# Sele pri Polskavi
Sele pri Polskavi este o localitate din comuna Slovenska Bistrica, Slovenia, cu o populație de 181 de locuitori.